# 摻釹釔鋁石榴石雷射

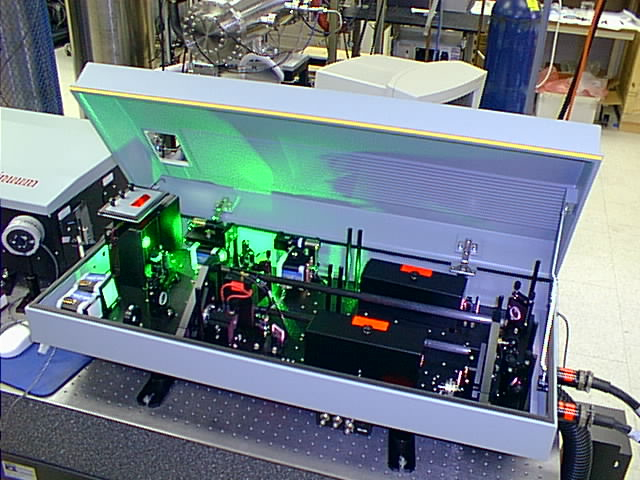
掺钕钇铝石榴石激光器经倍频后发出的532nm绿光

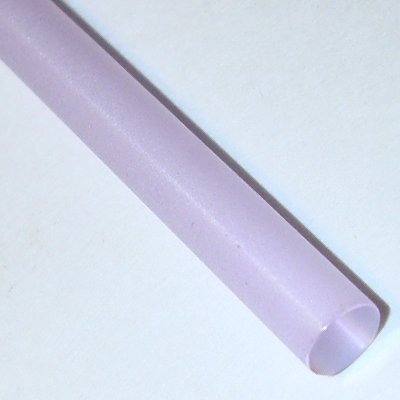
摻釹釔鋁石榴石棒

摻釹釔鋁石榴石雷射（Nd:YAG Laser），坊間俗稱釹雅鉻雷射，常被訛誤為「銣雅鉻雷射」，是以摻釹釔鋁石榴石（Nd:Y3Al5O12，釔鋁石榴石中約有1%的釔被釹取代）這種晶體來做為雷射介質的固體雷射。這種雷射首先在1964年由J. E. Geusic等人在貝爾實驗室演示。

## 技术

钕离子在多种晶体中，也包括在玻璃中，作为激光增益介质工作。其一般是经外界泵浦后达到激发态，再弛豫到特定能级，经受激发射，发出1064纳米的光子。

Nd:YAG是在YAG晶体中掺入Nd离子得到的成熟的激光晶体之一，Nd:YAG 激光晶体 （页面存档备份，存于）主要吸收 730–760 nm 和 790–820 nm 之间的波段。通常采用闪光灯或半导体激光器泵浦。典型的Nd:YAG激光器 （页面存档备份，存于）发射峰值为1064nm，通过一些措施也可以发射946nm、1120nm、1320nm和1440nm的激光，通过调Q和锁模分别获得不同波长（532nm、266nm、213nm等）和脉冲宽度（10-25ns）的激光，在生物物理、医学、军事、机械、科研和建筑等领域中有着巨大的应用。

## 應用

### 醫學
在某些情況下，這種雷射也被用來治療飛蚊症。